# 300300 TAM
300300 TAM è un asteroide della fascia principale. Scoperto nel 2007, presenta un'orbita caratterizzata da un semiasse maggiore pari a 2,4461752 au e da un'eccentricità di 0,1886484, inclinata di 1,02189° rispetto all'eclittica.